# Premawathie Manamperi
Premawathi Manamperi (1949–1971) là một hoa khôi địa phương đã bị sát hại bởi thành viên của quân đội Sri Lanka vào năm 1971 khi mới 22 tuổi. Cô bị cáo buộc là thành viên của lực lượng JVP (Janatha Vimukthi Peramuna - Tiếng Sinhala: ජනතා විමුක්ති පෙරමුණ; Tiếng Tamil: மக்கள் விடுதலை முன்னணி; Tiếng Việt: Mặt trận Giải phóng nhân dân) vào thời điểm diễn ra cuộc nổi dậy của JVP ở Sri Lanka (1971) chống chính phủ Ceylon. Cái chết của cô gái 22 tuổi Premawathi Manamperi là một trong những chuyện sống động nhất ở Sri Lanka để minh họa cho sự tàn bạo của quân đội trong giai đoạn này.

## Cuộc sống ban đầu
Premawathie Manamperi là con gái cả của Hendrick Appuhamy- người quan sát thuộc cục cuộc sống hoang dã tại Kataragama, cô sống với cha mẹ, và các em trong một ngôi nhà bên vệ đường mà chạy từ Tissamaharama để Kataragama. Cô được biết đến là cô gái trẻ xinh đẹp năm 1970 đã trở thành hoa khôi của lễ hội năm mới thành phố Kataragama  (một địa danh hành hương thiêng liêng đối với Phật tử bản địa của người dân Sri Lanka)

## Bị bắt giữ và sát hại bởi thành viên quân đội
Trong giữa năm 1971 JVP khởi nghĩa, Kataragama là một trung tâm của các hoạt động của quân nổi dậy. Vào ngày 16 tháng 4 quân đội chính phủ dập tắt mọi sự kháng cự của lực lượng nổi dậy JVP (Janatha Vimukthi Peramuna) và cả thành phố dưới sự kiểm soát của họ. Lực lượng cảnh sát đã bắt giữ một nhóm các cô gái được cho là liên quan đến những người nổi dậy. Một đối tượng đã báo cáo với cơ sở cảnh sát rằng Premawathie Manamperi hai mươi hai tuổi hoa khôi địa phương là người lãnh đạo một nhóm phụ nữ của JVP (mặt trận giải phóng nhân dân) tại Kataragama và nhà của cô đã được sử dụng để may quân phục cho lực lượng JVP
Ngày 16 khoảng 9:00 giờ, từ một đồn cảnh sát cách khoảng nửa dặm,ba sĩ quan cảnh sát trên một chiếc xe jeep đến nhà Premawathie Manamperi. Họ buộc cô ra khỏi nhà và đưa cô đến trại quân đội. Viên trung úy Wijeysuriya người dẫn đầu cuộc tấn công vào Kataragama vào ngày 16 tháng 4 năm 1971 thẩm vấn Premawathie Manamperi vào sáng ngày 17 tháng 4 . Cô bị yêu cầu lột bỏ toàn bộ quần áo.
Bất chấp sự phản đối và biện hộ của Manamperi, Một nhóm gồm hai người trang bị súng tiểu liên Sterling và những người lính khác đi hai bên vẫn áp giải Manamperi đi. Cô bị bắt cởi trần truồng diễu dọc theo con đường chính với hai bàn tay giữ trên đầu và đọc câu "Tôi đã dõi theo tất cả năm bài giảng". (5 bài giảng của  Rohana Wijeweera người sáng lập đảng Janatha Vimukthi Peramuna) qua thành phố Kataragama nơi cô đã trở thành hoa khôi của lễ hội
Khi Manamperi bị áp giải được 200 yard đường, cô quay về phía bưu điện. Một người cầm tiểu liên Sterling đá vào một bên hông cô và và nổ 1 phát súng. Cô gái ngã xuống. Cô bò một quãng và một lần nữa đứng dậy bước đi rồi ngã trở lại. Sau đó, một trong những người lính dưới quyền trung sĩ Wijesuriya nói rằng cô gái vẫn còn sống và rồi người thứ 2 sau đó đã đi đến nơi mà Manamperi ngã gục nổ 1 phát súng nữa. Aladin là người được các nhân viên quân đội yêu cầu đào một cái hố để chôn cô gái báo cáo hai lần rằng Manamperi vẫn còn sống và chỉ sau đó một người lính không xác định mới đi lên và bắn cô vào đầu bằng với khẩu súng trường. Manamperi chết trong tình trạng trần truồng được chôn cùng với quần áo của cô trong cái hố.

## Xét xử vụ sát hại
Vụ sát hại cô gái Premawathie 22 tuổi bởi trung sỹ Wijesuriya một thành viên tình nguyện của quân đội Ceylon và Amaradasa Ratnayake một thành viên của lực lượng tình nguyện viên đã được đưa vào xét xử. Hai bị cáo đã bị tòa án phúc thẩm kết án 16 năm tù năm 1973.

## Vụ án được nhắc đến trong cuộc bầu cử năm 1977
Cái chết của Premawathie Manamperi thu hút sự chú ý trong nước và là một vấn đề được đề cập trong cuộc bầu cử năm 1977 tại Sri Lanka. Các nhà lãnh đạo đảng UNP nhấn mạnh và lên án vụ sát hại hoa khôi địa phương Kataragama.

## Chủ đề trong âm nhạc và điện ảnh
Ca sĩ Baila Anton Jones đã viết và hát một bài hát về Premawathi. Năm 2001 bộ phim 'Nahi Verena Verani'  được thực hiện dựa sự kiện có thật về Premawathi Manamperi do diễn viên Sangeetha Weeraratne đóng vai  Premawathi.
1. ↑  Militarizing Sri Lanka: Popular Culture, Memory and Narrative in the Armed Conflict (ấn bản thứ 2007). SAGE Publications India. tr. 294. ISBN 9788132100072. {{Chú thích sách}}: |first1= thiếu |last1= (trợ giúp)
2. ↑  Sri Lanka, a Lost Revolution?: The Inside Story of the JVP (ấn bản thứ 1990). Institute of Fundamental Studies. tr. 99. ISBN 9789552600043. {{Chú thích sách}}: |first1= thiếu |last1= (trợ giúp)
3. 1 2 3  Paradise Poisoned: Learning about Conflict, Terrorism, and Development from Sri Lanka's Civil Wars (ấn bản thứ 2005). International Center for Ethnic Studies. 2005. tr. 277. ISBN 9789555800945. {{Chú thích sách}}: |first1= thiếu |last1= (trợ giúp)
4. 1 2  "A. WIJESURIYA and another, Appellants, and THE STATE, Respondent". LawNet - Sri Lanka's Legal Information Network. Bản gốc lưu trữ ngày 17 tháng 10 năm 2013. Truy cập ngày 11 tháng 10 năm 2016.
5. ↑  "Loss of Youth". The Nation. 2007. Bản gốc lưu trữ ngày 5 tháng 5 năm 2007. Truy cập ngày 16 tháng 7 năm 2007.
6. ↑  "PREMAWATHIE MANAMPERI BRUTALLY KILLED, BURIED ALIVE – BY ELMO GOONERATNE". Bản gốc lưu trữ ngày 12 tháng 10 năm 2016. Truy cập ngày 11 tháng 10 năm 2016.
7. 1 2  One-day Revoluton in Sri Lanka: Anatomy of 1971 Insurrection South Asia studies series (ấn bản thứ 1988). Aalekh Publishers. tr. 129. {{Chú thích sách}}: |first1= thiếu |last1= (trợ giúp)
8. 1 2  The J.V.P., 1969-1989 (ấn bản thứ 1990). Đại học California. tr. 174. {{Chú thích sách}}: |first1= thiếu |last1= (trợ giúp)
9. ↑  "Wijeweera and the '71 insurgency". Bản gốc lưu trữ ngày 25 tháng 2 năm 2015. Truy cập ngày 11 tháng 10 năm 2016.
10. ↑  "Pilgrims hold up film shooting". SundayTimes. 2001. Truy cập ngày 16 tháng 7 năm 2007.